# Baker-Nunatak
Der Baker-Nunatak ist ein Nunatak im westantarktischen Marie-Byrd-Land. Er ragt 1,5 km nordwestlich des Mount Brecher in der nördlichen Wisconsin Range in den Horlick Mountains auf.
Der United States Geological Survey kartierte den Berg anhand eigener Vermessungen und mittels Luftaufnahmen der United States Navy zwischen 1959 und 1960. Das Advisory Committee on Antarctic Names benannte ihn nach Travis L. Baker, Meteorologe auf der Byrd-Station im antarktischen Winter 1961.